# Jennie Formby

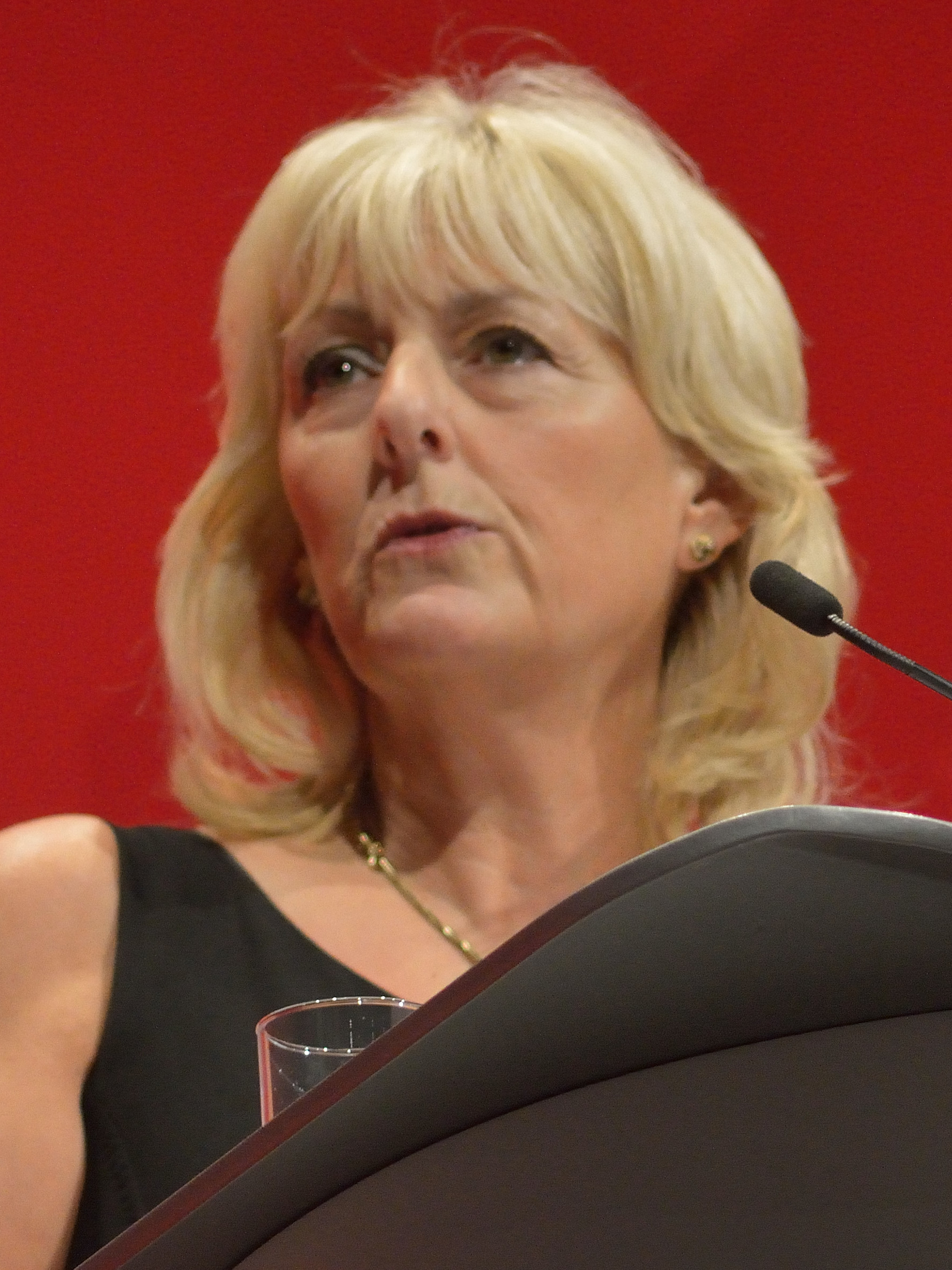
Jennie Formby

Jennifer (Jennie) L. Formby (* 12. April 1960 als Jennifer Sandler in London) ist eine britische Politikerin. Vom 20. März 2018 bis zum 26. Mai 2020 war sie Generalsekretärin der britischen Labour Party.

## Karriere
Formby begann in den späten 1970er Jahren als Gewerkschafterin zu arbeiten. Sie wurde Sekretärin in einer Zweigstelle der Transport and General Workers' Union. 1988 wurde sie Regionalbeauftragte für die Transport and General Workers' Union. 2004 wurde sie landesweit Beauftragte für die Bereiche Essen, Trinken und Tabak. 2013 wurde sie zum politischen Leiter ernannt. Seit 2011 ist sie Mitglied des National Executive Committee der Labour Party. Am 20. März 2018 wurde sie als zweite Frau überhaupt Generalsekretärin der Labour Party. Zwei Jahre später, am 4. Mai 2020 trat sie offiziell zurück, blieb jedoch bis zum 26. Mai 2020 geschäftsführend im Amt.

## Krankheit
Im März 2019 wurde bei Formby Brustkrebs festgestellt.